# Kamieniec Suski
Kamieniec of Kamieniec Suski (Duits: Finckenstein) is een dorp in de Powiat Iławski in de Poolse woiwodschap Ermland-Mazurië in Noord-Polen. De plaats maakt deel uit van de gemeente Susz.
In het dorp staat de ruïne van Schloss Finckenstein.